# Telem (politická strana)
Telem (hebrejsky תל״ם‎‎, akronym plného názvu תנועה להתחדשות ממלכתית‎, Tenu'a le-hitchadšut mamlachtit, doslova „Hnutí za obrození státu“) byla izraelská parlamentní politická strana, která se v 80. letech podílela na koaliční vládě vedené Likudem. Hlavním programem strany byl odchod z okupovaných území.

## Historie
Strana byla založena 19. května 1981 během funkčního období devátého Knesetu Moše Dajanem a dvěma bývalými poslanci Likudu. Dajan byl do devátého Knesetu zvolen za stranu Ma'arach, která poprvé ve své historii prohrála (Ma'arach je následníkem strany Mapaj). Koaliční vládu vytvořil Menachem Begin z vítězného Likudu, který do ní pozval Národní náboženskou stranu, Agudat Jisra'el a Demokratické hnutí za změnu (Daš). Přizval však i Moše Dajana, aby ve vládě obsadil post ministra zahraničních věcí. Dajan, navzdory svému členství v Ma'arachu, který byl Beginovým politickým protivníkem, nabídku přijel, což mělo za následek jeho vyloučení z Ma'arachu.
Necelé tři roky byl Dajan nezařazený poslanec, až v roce 1981 společně s Jigalem Hurvicem a Zalmanem Šovalem založil Telem. Zmínění dva poslanci v minulosti opustili Likud, aby založili formaci Rafi-Rešima mamlachtit (volná návaznost na starší politické strany Rafi a Rešima mamlachtit). Dne 15. června 1981 se k nim připojil ještě Šafik Asad, který opustil stranu Achva (do Knesetu byl zvolen za stranu Daš, tu však opustil a přešel do Tnu'a demokratit (Demokratického hnutí); opustil však i to a nakonec odešel do Achvy).
V následujících parlamentních volbách v červnu 1981 strana získala dva poslanecké mandáty, které si rozdělili Dajan a Mordechaj Ben Porat, a byla přizvána do vznikající koaliční vlády, v níž byla Ben Poratovi nabídnuta funkce ministra bez portfeje. Když Dajan v říjnu téhož roku zemřel, byl v parlamentu nahrazen Hurvicem. Strana se však nakonec 6. června 1983 rozpadla, když Ben Porat vytvořil Hnutí za obnovu sociálního sionismu a Hurvic vytvořil Rafi-Rešima mamlachtit, jenž se později přejmenovala na Omec.
V polovině 90. let byla založena nová strana stejného názvu někdejším poslancem za stranu Šas Josefem Azranem a kandidovala ve volbách v roce 1996. Nepodařilo se jí však překročit volební práh a následně zanikla.

## Seznam poslanců Knesetu
| jméno               | roky v úřadu | vládní post          | další funkce                          |
| ------------------- | ------------ | -------------------- | ------------------------------------- |
| Šafik Asad          | 1981         |                      |                                       |
| Mordechaj Ben Porat | 1981–1983    | ministr bez portfeje | předseda strany v letech 1981 až 1983 |
| Moše Dajan          | 1981         |                      | předseda strany v roce 1981           |
| Jigal Hurvic        | 1981–1983    |                      |                                       |